# Thomas Junghans (Dartspieler)
Thomas Junghans (* 22. Januar 1977 in Plauen, Deutsche Demokratische Republik) ist ein Schweizer Dartspieler, welcher ursprünglich aus Deutschland stammt.

## Karriere
Thomas Junghans wurde in Plauen, Deutschland geboren. Er arbeitet – wenn er nicht Darts spielt – als Mechaniker.
Bereits 2006 trat Junghans, für Deutschland startend, mit einem NDA-Weltmeistertitel im Softdartbereich in Erscheinung. Fünf Jahre später konnte er auch den German Gold Cup für sich entscheiden. Erstmals für die Schweiz spielte er im Rahmen des WDF World Cup 2013 und erreichte das Achtelfinale. Einen ersten Titel bei der BDO gab es 2015 bei den Luxembourg Open. Sein großer Durchbruch gelang ihm 2015 beim BDO World Masters-Turnier, wo er das Halbfinale erreichte, bevor er gegen den späteren Sieger Glen Durrant verlor. Im darauffolgenden Jahr gab er in München bei den German Darts Masters sein European-Tour-Debüt und unterlag zum Auftakt Mark Walsh. Auch 2018 war Junghans wieder auf der European Tour-Bühne vertreten; für Deutschland startend unterlag er in Leverkusen seinem Landsmann Gabriel Clemens. 2019 konnte er mit den Swiss Open ein weiteres BDO-Turnier gewinnen.
Im Jahr 2022 gelang ihm die Qualifikation für den German Darts Grand Prix in München. Dort unterlag Junghans Danny Baggish 2:6 in der ersten Runde. 2022 vertrat er gemeinsam mit Stefan Bellmont die Schweiz beim World Cup of Darts in Frankfurt. Sie unterlagen Neuseeland mit 3:5. Erneut vertrat Junghans die Schweiz beim WDF Europe Cup 2022. Im Einzel kam er ins Sechzehntelfinale, welches er deutlich gegen den Tschechen Alexander Mašek verlor. Im Doppel kamen er und Stefan Bellmont ins Achtelfinale.
Ende November spielte sich Junghans beim Malta Masters ins Halbfinale. Er unterlag gegen den Sieger des Turniers, Philip Van Gasse. Mitte Mai 2023 gelang Junghans auf Zypern ein Doppelschlag, indem er sowohl das Cyprus Classic als auch das Cyprus Masters für sich entschied. Bei den Helvetia Open Anfang Juni spielte sich Junghans ins Halbfinale. Er verlor jedoch gegen Landsmann Marcel Walpen mit 1:4. Ende September war er für die Schweiz beim WDF World Cup am Start. Im Einzel gewann er dabei ein Spiel. Im Doppel ging es an der Seite von Stefan Bellmont bis unter die letzten 32. Im Team schied man im Achtelfinale gegen Schottland aus.
Bei den Riga Open Ende Oktober setzte sich Junghans im Finale gegen Francois Schweyen aus Belgien durch.
Anfang Dezember nahm Junghans an der WDF World Darts Championship 2023 teil. In der ersten Runde gewann er dabei gegen David Pallett mit 2:0 in Sätzen. Das Spiel wurde dabei, nachdem am gleichen Tag Palletts Kind geboren wurde, ganz ans Ende der Abend-Session verschoben. In der zweiten Runde traf er auf den an Position zehn gesetzten Kai Fan Leung, den er mit 3:1 ebenfalls besiegen konnte. Das anschließende Achtelfinale verlor er gegen Chris Landman mit 2:3.
Ende Mai 2024 stand Junghans im Halbfinale der Cyprus Masters, das er mit 2:4 gegen John Michael verlor. Beim WDF-Wochenende in der Schweiz Anfang Juni spielte sich Junghans zunächst bei den Swiss Open ins Achtelfinale, bevlor er bei den Helveetia Open das Halbfinale erreichen konnte. In diesem unterlag er Mike Gillet aus Wales mit 1:4. Bei den Antwerp Open Anfang August 2024 stand Junghans im Halbfinale, welches er gegen den späteren Sieger Corné Groeneveld verlor. Mitte August spielte er sich ins Halbfinale des Swedish Masters. Hier unterlag er Turniersieger Tonni Sørensen mit 2:5.
Mitte Oktober ging Junghans beim World Masters 2024 in Budapest an den Start. Mit zwei Siegen und einer Niederlage überstand er dabei dei Gruppenphase. In der K.-o.-Runde gewann Junghans gegen Marko Janjic, Ole Jorgensen und Scott Walters. Im Achtelfinale unterlag er schließlich Jimmy van Schie mit 3:5. Mit dem gleichen Ergebnis beendete Junghans as am gleichen Wochenende ausgetragene World Open. Nach Siegen unter anderem über Jani Laurila und Andy Boulton verlor er auch hier im Achtelfinale van Schie, diesmal mit 1:4.
Anfang November spielte sich Junghans ins Finale der Malta Open. Mit 2:5 verlor er dieses gegen Norbert Attard vor seinem heimischen Publikum. 
Bei der WDF-Weltmeisterschaft 2024 erreichte er als erster Schweizer das Viertelfinale eines WM-Turniers, wo er deutlich mit 0:4 gegen den Belgier François Schweyen unterlag. Zuvor besiegte er James Beeton und Carl Wilkinson jeweils knapp mit 3:2.
Bei den Dutch Open 2025 spielte sich Junghans bis ins Viertelfinale, wo er gegen Danny van Trijp ausschied. Bei den Swedish Open Mitte August erreichte Junghans das Halbfinale, in welchem er mit 1:5 gegen den späteren Sieger Liam Maendl-Lawrance unterlag.

## Titel

### WDF
- Bronze-Turniere
  - Cyprus Classic: (1) 2023
  - Cyprus Masters: (1) 2023

## Weltmeisterschaftsresultate

### WDF
- 2023: Achtelfinale (2:3-Niederlage gegen  Chris Landman)
- 2024: Viertelfinale (0:4-Niederlage gegen  Francois Schweyen)